# Maximilien Philippe
 (septembre 2018).
Si vous disposez d'ouvrages ou d'articles de référence ou si vous connaissez des sites web de qualité traitant du thème abordé ici, merci de compléter l'article en donnant les références utiles à sa vérifiabilité et en les liant à la section « Notes et références ».
Maximilien Philippe est un chanteur français né le 28 juin 1983 à Thionville (Moselle). Il s'est fait connaître du grand public en étant finaliste de la saison 3 de l'émission télé de radio-crochet The Voice, diffusée sur TF1.

## Biographie
Maximilien Philippe commence la musique en intégrant un groupe de rock au collège. D'abord batteur puis guitariste, il intègre la Music Academy International en production puis en batterie en 2005 ; il décroche le diplôme avec mention « très bien ».
Dans le même temps, il obtient un diplôme en production et devient ingénieur du son. En 2018, il est dans la Troupe de Love Circus. En 2008, il ouvre son propre studio d'enregistrement à Audun-le-Roman, le Fullhead Studio.
En 2013, il participe au concours de la saison 3 de The Voice : La Plus Belle Voix. Son coach vocal pendant l'émission est Garou. Avec 21 % des voix, il finit deuxième de la finale, derrière Kendji (51 %).
Après sa participation à The Voice, il enregistre une version rock de la chanson française C'est si bon composée en 1947 par Henri Betti avec des paroles d'André Hornez. Sa version est utilisée pour la publicité télévisée de la Renault Clio IV.